# 多腺悬钩子
多腺悬钩子（学名：Rubus phoenicolasius）是蔷薇科悬钩子属的植物。分布于日本、欧洲、朝鲜、北美以及中国大陆的山东、四川、陕西、湖北、山西、甘肃、河南等地，生长于海拔400米至3,300米的地区，多生在路旁、林下和山沟谷低，目前尚未由人工引种栽培。